# Schüsse auf der Ranch
Schüsse auf der Ranch (Originaltitel: My Pal Trigger) ist ein US-amerikanischer Western aus dem Jahr 1946 von Frank McDonald mit Roy Rogers und George Hayes in den Hauptrollen.

## Handlung
Der umherziehende Pferdehändler Roy Rogers spricht den Züchter Gabby Kendrick auf seiner Golden-Horse-Ranch an und erkundigt sich, ob er sein Pferd Lady mit Gabbys Champion Golden Sovereign paaren könne, aber Gabby lehnt kategorisch ab. Am Abend versucht Roy beim Abendessen im El Dorado Club des Gastgebers Brett Scoville erneut, Gabby für Lady zu interessieren, wird jedoch aus dem Club geworfen. Scoville arrangiert, dass Gabby beim Glücksspiel gewinnt, und schickt dann zwei seiner Handlanger los, um Golden Sovereign zu stehlen, den er auf seiner eigenen Ranch zur Zucht von Championpferden haben möchte. Die Männer stehlen Golden Sovereign, doch das Pferd erweist sich als zu stark für sie und rennt weg, um bei Roys Stute zu sein. Als Golden Sovereigns Verschwinden entdeckt wird, bittet Gabby Scoville um Hilfe bei der Suche nach dem Pferd. 
Als Roy am nächsten Morgen das Gebiet verlässt, stoßen Scoville und seine Männer in einem kleinen Pferch auf Golden Sovereign, der mit einem wilden schwarzen Hengst kämpft. Scoville versucht den schwarzen Hengst zu erschießen, tötet jedoch stattdessen Golden Sovereign. Roy hört die Schüsse und eilt zu Hilfe. Dabei wird er von Gabby und seiner Tochter Susan entdeckt, die ihn beschuldigen, ihr preisgekröntes Pferd getötet zu haben. Roy wird verhaftet, und als Henry Wallace, ein Bürge, Roy Kaution im Austausch für Lady als Sicherheit anbietet, lehnt Roy ab, nimmt sein Pferd und wird zum Flüchtling. 
Einige Monate später bringt Lady Golden Sovereigns Erben zur Welt, den Roy Trigger nennt. Als der junge Trigger später von einem Puma angegriffen wird, kommt Lady ihm zu Hilfe, wird dabei jedoch tödlich verletzt. Roy zieht Trigger auf und kehrt nach einem Jahr zur Golden-Horse-Ranch zurück, um Gabby Golden Sovereigns Sohn anzubieten, doch der alte Mann lehnt hartnäckig ab. In Roys Abwesenheit hat Gabby rücksichtslos im El Dorado gespielt, und Scoville hält eine hohe Anzahl seiner Schuldscheine. Scoville versucht, Gabby zum Verkauf der Ranch zu bewegen, und obwohl Gabby ablehnt, ist er weiterhin besorgt, wie er Scoville zurückzahlen soll.
Roy stellt sich dem Sheriff, aber da er nur einen Teil des Geldes hat, um den Bürgen auszuzahlen, wird Trigger versteigert und über einen Dritten von Scoville gekauft, der hofft, ihn gegen Gabby verwenden zu können. Ohne dass alle es wissen, lässt Susan die Anklage gegen Roy fallen und er wird aus dem Gefängnis entlassen. In der Zwischenzeit gelingt es Scoville, Gabby dazu zu verleiten, die gesamte Ranch auf ein Pferderennen zu setzen, ohne ihm zu sagen, dass Trigger ihm gehört. Scoville bietet Roy die Möglichkeit, Trigger gegen Gabbys Golden Empress antreten zu lassen, und er stimmt zu. Am Tag des Rennens erfährt Roy, dass Susan für seine Freilassung aus dem Gefängnis verantwortlich war und dass Gabby die Ranch auf das Rennergebnis gesetzt hat. Roy versucht, aus dem Rennen auszusteigen, aber Scoville überzeugt ihn, dabei zu bleiben, indem er ihm Trigger anbietet, wenn er gewinnt. Während des Rennens wird Susan, die Golden Empress reitet, von den anderen Reitern, die zu Scoville gehören, eingekesselt. Als Roy dies bemerkt, greift er ein und lässt Susan das Rennen gewinnen. In der Zwischenzeit hat Roys Freund Bob Nolan Scovilles Handlanger zum Sheriff gebracht, um Scoville in Golden Sovereigns Tod zu verwickeln. Trigger wird zu Roy zurückgebracht und paart sich mit Golden Empress, die später Zwillingsfohlen zur Welt bringt.

## Hintergrund
Gedreht wurde der Film Mitte Februar bis Mitte März 1946 im Inyo National Forest und in Thousand Oaks.
John McCarthy Jr. und Earl Wooden waren für das Szenenbild zuständig, Adele Palmer für die Kostüme. Die Brüder Theodore und Howard Lydecker schufen die Spezialeffekte. Yakima Canutt arbeitete als Regisseur der Second Unit. Musikalischer Direktor war Morton Scott.
Der Film hatte am 10. Juli 1946 Premiere.

## Musik
Folgende Songs wurden im Film gespielt:
- Ole Faithful von Hamilton Kennedy und Michael Carr
- Livin’ Western Style von June Hershey und Don Swander
- El Rancho Grande von Silvano R. Ramos, englischer Text von Bartley Costello
- Harriett von Paul Cunningham und Abel Baer
- Long Long Ago von Thomas Haynes Bayly

## Kritiken
Der Filmkritiken-Aggregator Rotten Tomatoes ermittelte in einer Auswertung von über 1.000 User-Kritiken ein Publikumsergebnis von 57 Prozent positiver Bewertungen.
Bosley Crowther von der New York Times befand, als Film über Pferdeliebe sei er für Kinder gut geeignet. Andere werden ihn schrecklich abstoßend finden.
Dennis Schwartz urteilte, der Film habe einen gewissen naiven Charme, der das Anschauen leicht mache.
Das Lexikon des internationalen Films schrieb: „Serielle Unterhaltung ohne jeden Anspruch.“